# Aeroportul Internațional Palm Beach
Aeroportul Internațional Palm Beach (IATA: PBI, ICAO: KPBI, FAA LID: PBI) este un aeroport din West Palm Beach, Comitatul Palm Beach, Florida, Florida, Statele Unite ale Americii ce deservește zona Miami metropolitan area⁠(d). Aeroportul a fost tranzitat în 2023 de 7.766.225 de pasageri. A fost deschis în 1936 și numit după Palm Beach⁠(d).
Situat la o altitudine de 6 m, aeroportul dispune de 3 piste.

## Infrastructură

### Piste
Aeroportul dispune de 3 piste: 
- pista 10L/28R din asfalt, cu dimensiunile 10.001 picioare × 150 picioare
- pista 10R/28L din asfalt, cu dimensiunile 3.214 picioare × 75 picioare
- pista 14/32 din asfalt, cu dimensiunile 6.926 picioare × 150 picioare